# Нидерландски гулден
Вижте пояснителната страница за други значения на гулден.
Нидерландският гулден (на нидерландски: Nederlandse gulden) е националната валута на Нидерландия от XVI в. до 2002 г. Наименованието му произлиза от средновековната нидерландска дума gulden – „златен“, тъй като първоначално гулдените са сечени от злато.

## История
Гулденът се е делял на 20 стойвера (на нидерландски: stuiver), всеки от които се делял на 8 дойта (на нидерландски: duit) или на 16 пенинга (на нидерландски: penning). През 1817 г. е проведена парична реформа, в съответствие с която гулденът започва да се дели на 100 цента (cent). Емитирал се е от Банка Нидерландия. Международният код на валутата е NLG.
Като основополагащ член на монетарния съюз на еврото Нидерландия заменя своята валута – гулден, като между 1 януари 1999 и 1 януари 2002 г. гулденът официално е „национална субединица“ на еврото. Физическите плащания обаче се извършват само в гулдени, тъй като няма все още няма монети или банкноти за еврото. Заедно с другите страни, приели общата европейска валута, истинските евромонети и евробанкноти влизат в обращение на 1 януари 2002 г.

## Монети и банкноти
- Монети: 5, 10, 25 цента; 1, 2½, 5 гулдена
- Банкноти: 10, 25, 50, 100, 250, 1000 гулдена